# Дивеки, Йозеф фон
Дивеки Йозеф (венг. Diveki Josef; 28 сентября 1887, Фармос, Венгрия — 1951, Шопрон, Венгрия) — венгерский художник, график, книжный иллюстратор и дизайнер в стиле модерн.

## Биография
Дивеки Йозеф родился 28 сентября 1887 года в Фармосе, в Венгрии в семье скульптора Элена фон Дивеки.
В 1905-1907 годах посещал частную живописную школу.
В 1907-1910 годах учился в Академии художеств в Вене под руководством профессора Алоиса Делуга, одного из основателей Венского сецессиона, а также в Венской школе прикладного искусства у Карла Отто Чешки, Рудольфа фон Лариша и Бертольда Лёффлера.
После окончания учебы работал в «Венских мастерских». Одновременно он работал в нескольких австрийских, немецких и швейцарских журналах, в которых создавал экслибрисы, публиковал рисунки в различных журналах, а также работал книжным иллюстратором в Вене, Цюрихе, Брюсселе и Будапеште. Создавал проекты дизайнов стеклянных люстр в компании Lobmeyr.
С 1919 года проживал в Швейцарии.
С 1941 года преподавал в Будапештской школе прикладных искусств.